# Primigenios del Universo
Los Primigenios del Universo (o Ancianos del Universo) son un grupo de supervillanos que aparecen en los cómics estadounidenses publicados por Marvel Comics. El Coleccionista fue el primer Anciano en aparecer, y apareció en Avengers # 28 (mayo de 1966), pero la idea de que era miembro de un grupo conocido como Ancianos no se introdujo hasta Avengers # 174 (agosto de 1978).
Cada uno de ellos es el superviviente de una de las razas olvidadas de hace miles de millones de años.

## Biografía
Los Primigenios del Universo son los últimos sobrevivientes de razas extintas. Cada uno descubrió que tenían vidas potencialmente infinitas, dependiendo de mantener la voluntad de seguir viviendo. Por lo tanto, son conocidos por sus obsesiones personales (como coleccionar, concursos de estrategia o fuerza y varios campos de estudio), cada uno de los cuales se persigue fanáticamente. Si bien los personajes no son verdaderamente entidades cósmicas, todos han alcanzado cierto nivel cósmico de poder y conocimiento relacionado con su búsqueda particular. El primer encuentro con los héroes de la Tierra ocurre cuando el Coleccionista vino a la Tierra buscando expandir su colección. Más tarde, el Gran Maestro creó el equipo de supervillanos, Escuadrón Siniestro como peones para luchar contra los campeones del viajero del tiempo Kang el Conquistador y el grupo de superhéroes Los Vengadores.
Aunque frustrado, el Gran Maestro y sus compañeros Primigenios se interesan por la Tierra, y el Coleccionista tiene dos encuentros separados con los Vengadores, el segundo termina con su asesinato por la entidad Korvac. El Gran Maestro también engaña a la entidad Muerte para que participe en un concurso, nuevamente involucrando a muchos de los héroes de la Tierra, que pierde deliberadamente para resucitar al Coleccionista. El Gran Maestro usurpa el control del reino de la Muerte, y después de una batalla entre los Vengadores y los campeones del Gran Maestro, la Legión de los No-Vivos, es engañado por los Vengadores. Una muerte enojada evita que los Primigenios entren en su reino, lo que los hace inmortales y es el verdadero objetivo del Gran Maestro.
El Primigenio conocido como el Campeón del Universo tiene un breve encuentro con muchos de los héroes más fuertes de la Tierra. Después de derrotar a Coloso, Sasquatch, Hombre Maravilla, Hulk y Thor en combate cuerpo a cuerpo al noquearlos o descalificarlos por violaciones, se enfrenta a Benjamin Grimm de los Cuatro Fantásticos. Finalmente, al darse cuenta de que el Grimm superado nunca se someterá bajo ninguna circunstancia, el campeón reconoce el partido y le ofrece su respeto.
El grupo entero de Primigenios uniría sus fuerzas más tarde (encontrándose en Ego el planeta Viviente, que es también considerado un Primigenio) en un intento de matar a la entidad cósmica Galactus, lo que provocaría que los conceptos de Eternidad y Muerte se desequilibrasen y provocasen el fin del universo. Los Primigenios consideraban que, siendo inmortales, serían los únicos que sobrevivirían y reinarían supremos en el nuevo universo. Sin embargo, el plan fue frustrado por los heraldos de Galactus, Silver Surfer y Nova. Galactus captura y consume a cinco de los Ancianos (Campeón, Coleccionista, Jardinero, Gran Maestro y Corredor), pero a otros tres Primigenios (El Astrónomo, El Poseedor y El Comerciante) son absorbidos por un agujero negro y pasan a través de él a un universo místico. Dos Ancianos evitan la ira de Galactus y su hambre, El Contemplador y el Obliterador. Ambos se encuentran siendo aparentemente los últimos Primigenios sobrevivientes conocidos y planean su venganza contra el universo.
A pesar de este revés, los ocho Primigenios continúan su complot contra Galactus. Mientras que los cinco Ancianos dentro de Galactus infligen un caso fatal de "indigestión cósmica" sobre él, los tres Ancianos en el reino místico conspiran con la entidad cósmica el In-Betweener para restaurarlo a cambio de que los devuelva a su realidad doméstica y a su promesa matar a Galactus. Utilizando a Silver Surfer, Mister Fantástico y la Mujer Invisible (a quien Galactus había enviado en busca de las Gemas del Infinito), el In-Betweener es restaurado y trae a los Primigenios de regreso a su propia realidad. Una vez allí, el In-Betweener intenta matar a Galactus pero descubre que no puede hacerlo. Cuando anuncia su intención de arrojar a Galactus al agujero negro, los tres Primigenios, que querían rescatar a sus hermanos Ancianos del interior de Galactus, lo amenazan con las otras cinco Gemas Infinitas para detenerlo. El In-Betweener responde convocando a la Muerte y obligándola a negarlos a pesar de su voto. Como resultado, el Astrónomo, el Comerciante y el Poseedor y su Runestaff aparentemente están desintegrados. La nave que transporta a Galactus es arrojada al agujero negro y pasa al reino místico donde los creadores de In-Betweeners, Master Order y Lord Chaos, obligan a los cinco Ancianos dentro de Galactus a salir de su cuerpo, restaurando el devorador del mundo. Durante la batalla posterior entre Galactus y el In-Betweener, el quinteto finalmente es persuadido para ayudar a Galactus a derrotar a su enemigo. Momentos después, los cinco Ancianos usan sus Gemas del Infinito para viajar instantáneamente muy lejos de Galactus y su venganza.
Otro Primigenio, El Contemplador, se alió tiempo después con el pirata espacial Reptyl contra Silver Surfer, pero es traicionado y aparentemente asesinado. Se revela que el Contemplador ha sobrevivido, como una cabeza incorpórea, e intenta gobernar el Imperio Kree, pero aparentemente es destruido por el amante de la paz, Cotati.
Los cinco Primigenios que fueron consumidos previamente por Galactus (Campeón, Coleccionista, Jardinero, Gran Maestro y Corredor) son atacados por el Titán Thanos, ya que poseen las Gemas del Infinito. El personaje humilla a cada uno a su vez (el Jardinero es asesinado) y captura las gemas. Poco después, El Corredor se encuentra con Quasar durante el cual Eon describe al Runner como uno de "los más o menos mil Ancianos que conozco". Quasar también se enfrenta más tarde al Obliterador, al Poseedor y a los Primigenios el Explorador, el Judicador y el Cuidador previamente desconocidos. También se revela que el Contemplador asesinado por Reptyl era de hecho un Skrull, y no el verdadero Contemplador.
El Gran Maestro reaparece y crea una nueva versión del Escuadrón Siniestro. Cortesía de un fenómeno conocido como El Manantial de Poder, una fuente interdimensional de habilidades sobrehumanas, el Gran Maestro aumenta los poderes del Escuadrón Siniestro y luchan contra el equipo de superhéroes Nuevos Thunderbolts. El Gran Maestro es derrotado por el Barón Zemo, y el Escuadrón Siniestro se dispersa y escapa. El campeón tiene un encuentro con la heroína She-Hulk y ayuda a su enemiga Titania dándole la Gema de Poder, actualmente en su poder.
El astrónomo, campeón, gran maestro, juez y corredor viajó al planeta Godthab Omega, y fue testigo de la llegada de la Ola de Aniquilación.
Después de que Battleworld es destruido al final de Secret Wars, los Ancianos examinan los restos del planeta y descubren que están repletos de Poder Primordial en forma de una "Iso-Esfera". Su incapacidad para llegar a un acuerdo mutuamente beneficioso con respecto a la propiedad de la Esfera Iso lleva a los Ancianos a celebrar un Concurso de Campeones que se lleva el ganador, del cual todos, excepto el Gran Maestro y el Coleccionista, finalmente son eliminados.
Durante el arco "Sin rendición", se reveló que un Primigenio del Universo originalmente se llamaba Gran Maestro antes de ser derrotado por En Dwi-Gast y desterrado de la realidad Tierra-616. Debido a la reconstrucción del Multiverso, este Anciano del Universo regresó donde tomó el nombre de Cambiador y reunió su versión del Orden Negro para enfrentarse al Gran Maestro y su Legión Letal.

## Poderes y habilidades
Cada Primigenio del Universo posee una fracción de lo que se denomina Poder Primordial, remanente de las energías primordiales del Big Bang que aún se encuentra en el universo. El Poder Primordial puede utilizarse para producir un amplio rango de efectos, incluyendo el aumento de las capacidades físicas (fuerza, resistencia, velocidad, etc.), reestructuración molecular, creación de campos de fuerza, teleportación, y otras numerosas habilidades. Muchos Primigenios han desarrollado un conjunto de poderes especializado en sus respectivas obsesiones, mientras que otros no parecen poseer otras habilidades especiales aparte de la inmortalidad inherente a los Primigenios.
Pese a dotar de habilidades similares y efectos, el Poder Primordial no es lo mismo que el Poder Cósmico que posee la entidad Galactus y sus heraldos.

## Miembros
- Cort Zo Tinnus / The Trader
- En Dwi Gast / El Gran Maestro
- Padre Tiempo
- Gilpetperdon / The Runner
- Kamo Tharnn / The Possessor
- Maht Pacle / The Obliterator
- Ord Zyonz / The Gardener
- Rubanna Lagenris Quormo / The Caregiver
- Seginn Gallio / The Astronomer
- Taneleer Tivan / El Coleccionista
- Tath Ki / The Contemplator
- Ego el Planeta Viviente
- Tryco Slatterus / El campeón del Universo
- Zamanathan Rambunazeth / The Explorer
- El Arquitecto
- The Judicator

## En otros medios

### Televisión
- Los Ancianos del Universo son mencionados por Dark Surfer, que afirma haberlos matado, en el episodio de The Super Hero Squad Show titulado "When Strikes the Surfer."
- Los miembros de los Ancianos del Universo aparecen en Guardianes de la Galaxia.

### Cine
Los miembros del equipo de los Primigenios del Universo han aparecido en todo el Universo Cinematográfico de Marvel, aunque el grupo en sí no tiene nombre ni está implícito que exista.
- Taneleer Tivan / El Coleccionista, aparece brevemente en la escena poscréditos de Thor: The Dark World (2013), interpretado por Benicio del Toro.[23][24] Del Toro retrata al personaje de Guardianes de la Galaxia (2014) donde, fiel al material original, se lo representa como un ser cósmico que recoge objetos y rarezas, y encarcela a las criaturas vivientes de todo el universo. Su papel es más integral en la trama de la película, ya que explica a los Celestiales y las Gemas del Infinito al equipo. Del Toro retomó el papel en Avengers: Infinity War (2018).
- Ego el Planeta Viviente es el principal antagonista de Guardianes de la Galaxia vol. 2 (2017), interpretado por Kurt Russell. Esta versión del personaje se refiere a sí mismo como un celestial y como un dios "con una pequeña g", a diferencia de un anciano. Es un narrador poco confiable dentro del contexto de la película, por lo que sus autodescripciones no son necesariamente objetivas dentro de la narrativa.
- En Dwi Gast / El Gran Maestro, interpretado por Jeff Goldblum, hizo su primera aparición en pantalla con un breve cameo durante los créditos de Guardianes de la Galaxia vol. 2 (2017). Goldblum repite el papel en Thor: Ragnarok (2017), como el gobernante del planeta Sakaar, y ejecutor de las batallas de gladiadores entre lo que considera formas de vida menores, en un evento llamado Concurso de Campeones. Entre los gladiadores Warbound que el Gran Maestro tiene en sus juegos están: Bruce Banner / Hulk, Thor Odinson, Korg y Miek. Brunilda / Valquiria está subordinada al Gran Maestro durante los eventos de la película.[25]